# Lux Interior
Lux Interior, vlastním jménem Erick Lee Purkhiser (21. října 1946 – 4. února 2009) byl americký zpěvák, člen skupiny The Cramps. Narodil se v Akronu a později se usadil v Sacramentu. Zde potkal svou pozdější přítelkyni Kristy Wallace. Spolu s ní se začal věnovat hudbě a v roce 1975 se usadili v New Yorku, kde se stali součástí scény klubu CBGB. V roce 2002 daboval postavu zpěváka v animovaném seriálu Spongebob v kalhotách. Se skupinou The Cramps nahrál celkem osm studiových alb. Poslední koncert odehrála v roce 2006. Byl známý svým provokativním způsobem vystupování, často se sexuálním podtextem. Vedle pohybů to bylo například zasouvání mikrofonu do úst. Zemřel v roce 2009 ve věku 62 let. Již v roce 1987 se rozšířily zvěsti o jeho úmrtí na předávkování heroinem.